# Brachyctenistis serricornis
Brachyctenistis serricornis là một loài bướm đêm trong họ Geometridae.